# Passer suahelicus
El gorrión swahili o gorrión suahili (Passer suahelicus) es una especie de ave paseriforme de la familia Passeridae. Vive en las sabanas del sur de Kenia y Tanzania. Anteriormente era tratado como una subespecie del gorrión gris (Passer griseus), con el que se hibrida en el sur de Tanzania.

## Descripción
Puede alcanzar 16 centímetros de longitud. Las alas miden entre 8,4 y 9,1 cm de largo, la cola 6,4 entre y 6,7 cm y su peso es de alrededor de 20 gramos. 